# Buffy the Vampire Slayer (1.ª temporada)
A primeira temporada da série de televisão Buffy The Vampire Slayer teve início em 10 de março de 1997 no canal americano The WB Television Network, e foi concluída com 12 episódios em 2 de junho de 1997. Os episódios eram transmitidos nas segundas-feiras às 9 da noite, do horário americano.
A temporada introduz ao mundo de Buffy e exemplifica o conceito de "o colégio como um inferno". Buffy Summers se mudou para Sunnydale com sua mãe, depois de queimar e destruir o ginásio da escola anterior, e agora querendo escapar de seu destino como caçadora. Mas seus planos são atrapalhados quando Rupert Giles, o bibliotecário da escola, e seu novo guardião, lembra a garota que a presença mal não possui escapatória. O Colégio Sunnydale se situa sobe uma boca do inferno, um portal para dimensões demoníacas, o que atrai fenômenos e energias sobrenaturais para a área, não só a escola, como toda a cidade. Buffy conhece seus dois colegas de classe, que logo se tornam seus amigos e parceiros na luta contra o mal no decorrer dos anos, Willow e Xander, mas o primeiro grande desafio deles é o mestre, um vampiro antigo e ameaçador, que planeja abrir a Boca e dominar Sunnydale.

## Origens
O criador da série Joss Whedon declarou que pretendia desfazer o conceito criado no filme anterior, que chegou aos cinemas em 1992. Buffy foi criada na intenção de desviar a imagem de que uma garota loira é sempre assassinada em um filme de terror de Hollywood. O filme original, com Kristy Swanson no papel principal, transformou a ideia em uma "comédia pop sobre o que as pessoas pensam sobre vampiros", segundo o diretor Fran Rubel Kuzui, o que Whedon discordara, declarando que havia "escrito um filme de terror sobre uma mulher poderosa, e eles o tornaram uma comédia ampla. Isso foi esmagador." O roteiro fora aceito e bem criticado pela mídia e indústria, mas o filme, não.
Alguns anos depois, Gail Berman, um dos executivos da Fox, convidou Whedon a tornar o conceito da caçadora de vampiros uma série televisiva. O próprio explicou que "Eles chegaram e disseram, 'Você quer fazer um show?', e eu pensei, 'a escola como um filme de terror'. E então a metáfora se tornou o conceito central por trás de Buffy, e foi como eu o vendi." Os elementos sobrenaturais presentes na série são metáforas para os problemas da vida adolescente da realidade. Whedon foi a escrever um piloto de 25 segundos que não chegou a ser transmitido, mas já com o elenco oficial da série atuando (exceto pela personagem Willow, que fora interpretada por outra atriz). O piloto fora exibido em redes privadas e eventualmente vendido ao canal The WB Television Network. Também foram exibidos clipes promocionais intitulados History of the Slayer ("Histórias da Caçadora"), e o primeiro episódio da série, Wllcome to the Hellmouth ("Bem-vindo a Boca do Inferno") foi transmitido em 10 de março de 1997.

## Casting
Sarah Michelle Gellar audicionou para a personagem Cordelia Chase, enquanto Charisma Carpenter fez testes para o papel de Buffy Summers. A atriz Julie Benz também seria a protagonista, mas embora não tenha conseguido, ganhou o papel da vampira Darla. Mercedes McNab, Elizabeth Anne Allen e Julia Lee, respectivamente Harmony Kendall, Amy Madison e Chanterelle, também audicionaram para ser Buffy. Outras duas atrizes também chegaram a ser consideradas para protagonizar a série, Katie Holmes e Selma Blair.

## Sinopse
Buffy the Vampire Slayer foi uma série de substituição  da mid-season e sua primeira temporada foi de apenas 12 episódios: as restantes seis temporadas, tiveram 22 episódios. Devido o filme ter sido transformado em uma comédia pastelão, pouquíssimas características dele tem a ver com o seriado, óbvio; A 1° Temporada tem início com Buffy Summers (Sarah Michelle Gellar) vindo a Sunnydale com sua mãe, Joyce Summers (Kristine Sutherland)
Após mover-se na esperança de deixar para trás os seus deveres como Caçadora, Buffy, inevitavelmente, entra em contato com seu observador, o bibliotecário Rupert Giles (Anthony Stewart Head), Buffy também faz dois amigos que se tornam inseparáveis: Xander Harris (Nicholas Brendon) e Willow Rosenberg (Alyson Hannigan) além da mesquinha Cordelia Chase (Charisma Carpenter), que apesar de muitas vezes atrapalhar , ajuda em quase todos os episódios a partir da 2° Temporada mesmo que seja reclamando; Cordelia é membro "involuntário" da turma de Buffy Summers, isso porque ela gosta de estar com eles e principalmente com Xander (os dois chegam a namorar na temporada seguinte) mas não assume publicamente para não perder o título de "Rainha do Colégio". Além desses amigos, Buffy conhece o misterioso Vampiro com alma Angel (David Boreanaz), por quem se apaixona mesmo sabendo que este é um "amor impossível". Com seus amigos e suas novas responsabilidades, Buffy começa a lutar contra os vampiros, bruxas e demônios ao longo da série. Eles logo percebem que a cidade Sunnydale está localizada sobre o Boca do Inferno, um portal para dimensões demoníacas que atrai fenômenos sobrenaturais para a área.
Os episódios da primeira temporada, exploram os problemas enfrentados pela população estudantil como um resultado da centralidade da Boca do Inferno. Dentre as questões exploradas incluem: antigos alunos que ficam invisíveis devido ao "gelo" em que são tratados pelos outros alunos e a energia mística da boca do inferno, as bruxas, demônios e professores; além da fonte infinita de vampiros e o mais poderoso de todos chamado de "O Mestre" (Mark Metcalf), que é o vilão principal da 1° Temporada

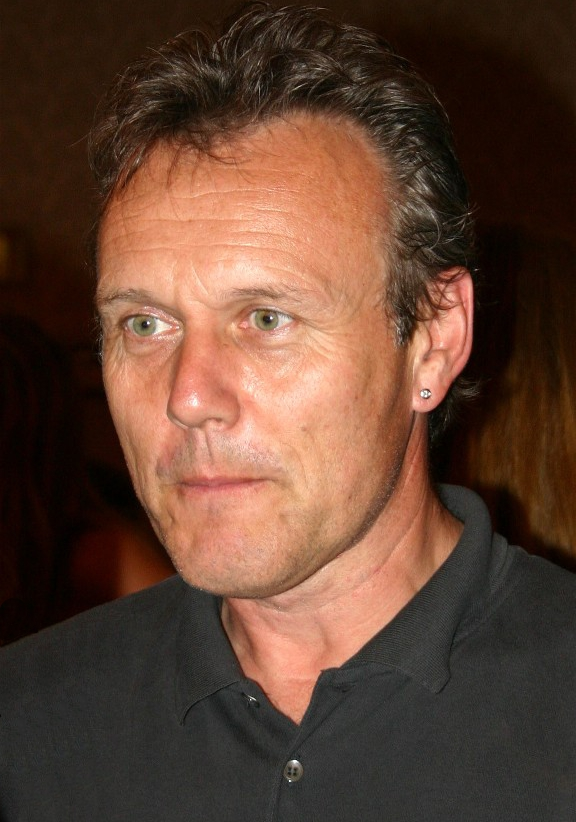
Anthony Head, que interpretou Giles, sentinela de Buffy na série

Com forte ênfase na angústia adolescente e da natureza metafórica dos episódios, o interesse amoroso inevitável, vem na forma de Buffy e Angel, que muitas vezes ocorre com avisos enigmáticos de Buffy. No entanto, o relacionamento é complicado quando a verdade sobre o passado de Angel é descoberto. Angel é um vampiro com uma alma que foi restaurada por ciganos, muitos anos antes da da garota chegar a cidade (muitos anos mesmo! O vampiro Angel tem 241 anos). A ênfase na incapacidade de Buffy de se aproximar Angel é mais explorado na segunda temporada.
O enredo geral fala em respeito aos esforços do Mestre para alcançar a superfície. Ele é um velho e poderoso vampiro que estava preso por um terremoto causado pela sua tentativa de abrir a Boca do Inferno décadas atrás. Buffy e seus companheiros têm de parar a cada ameaça sobrenatural, geralmente usando uma combinação de trabalho de detetive, a luta física frequente e uma extensa pesquisa de antigos textos místicos e registros acessíveis por computador.
Finalmente, o Messias profetizado (que é um garotinho que não aparenta perigo algum) leva Buffy para sua morte na prisão subterrânea do Mestre. Ele usou o sangue de Buffy para fugir para o telhado do Sunnydale High, mas ela é rapidamente revivida por Xander, que tinha a seguido com a ajuda de Angel. Buffy consegue lançar o Mestre para um pedaço pontiagudo de madeira, e a Boca do Inferno está temporáriamente fechada.